# Hamptjärnen (Jörns socken, Västerbotten)
Hamptjärnen är en sjö i Skellefteå kommun i Västerbotten och ingår i Byskeälvens huvudavrinningsområde.